# Partido de Estepona
El Partido de Estepona (PES) fue un partido político español de ámbito local creado en Estepona (Provincia de Málaga) por exintegrantes del Grupo Independiente Liberal (GIL). El eslogan del partido fue "Cuidamos de ti". El partido poseía también un himno, que consiste en una versión de la famosa canción Con te partirò de Andrea Bocelli cuya letra fue escrita personalmente por el líder del partido, José Ignacio Crespo.
En las Elecciones municipales de 2007, alcanzaron a tener cinco concejales en la corporación municipal y, además de ser la segunda formación más votada en Estepona, fueron el partido independiente más votado en toda la provincia de Málaga.
Dos personas vinculadas a este partido, su líder José Ignacio Crespo, ex concejal de Obra y Servicio, y Javier Witmeur, técnico de valoración de Urbanismo y que fue en las listas del PES. Ambos fueron procesados en el marco de las investigaciones por Corrupción Urbanística en Estepona en el conocido como Caso Astapa. Luego de cumplir penas de seis meses de prisión José Ignacio Crespo y Manuel Reina, este último también concejal del PES, no renunciaron a sus actas y volvieron posteriormente al pleno municipal,
El partido se disolvió tras el descalabro electoral sufrido en las Elecciones municipales de 2011 en las que tan solo obtuvieron 544 apoyos, lo que equivalía a tan solo un 2,23% de los votos totales.